# Dénotation et connotation
Issus de la 
linguistique, les termes dénotation et connotation sont fréquemment amalgamés. Cet article vise à clarifier ces notions.
En linguistique, pour un signe quelconque (en particulier des mots et expressions du langage parlé ou écrit), le sens signifié dénotatif, la dénotation, est distinct du sens ou signifié connotatif, la connotation. 
- La dénotation est le sens littéral d'un terme, que l'on peut définir (et trouver dans le dictionnaire).
- La connotation est l'ensemble des éléments de sens qui peuvent s'ajouter à ce sens littéral (et qui peuvent se trouver ou non dans le dictionnaire).

Le champ de la connotation est infini, car il contient tous les sens indirects, subjectifs, culturels, implicites et autres qui font que le sens d'un signe se réduit rarement à ce sens littéral. Définir la connotation est si difficile qu'on en arrive parfois à la définir par défaut comme tout ce qui, dans le sens d'un mot, ne relève pas de la dénotation. 
Par exemple, si on s'intéresse au mot flic, le sens dénotatif est le même que celui de policier. Mais à ce sens s'ajoutent des connotations péjoratives et familières. 
Un même mot ou symbole pourra donc avoir des connotations différentes en fonction du contexte dans lequel il est utilisé. Ainsi, la couleur blanche connote la pureté et le mariage pour un Européen, le deuil pour un Asiatique ; tandis que le svastika, s'il est vu par un Indien comme un symbole religieux hindouiste (représentant l'énergie positive), évoque pour un Occidental le nazisme.
La distinction entre dénotation et connotation entretient des rapports complexes avec la distinction entre sens propre et sens figuré.

## Histoire de la notion de connotation
Cette notion est utilisée par la grammaire de Port-Royal. Elle sert à désigner le fonctionnement de l'adjectif par opposition au fonctionnement du substantif. En effet la grammaire de Port Royal oppose les substantifs qui renvoient à des substances identifiables et les adjectifs qui renvoient à des propriétés. Mais elles se heurtent à des mots comme « humain » ou « blancheur » dont la catégorie grammaticale ne recoupe pas le fonctionnement sémantique. Elle explique donc que l'adjectif connote l'existence d'individus indéterminés auxquels la propriété pourrait convenir. L'adjectif « humain » connoterait donc l'existence d'hommes tel que l'entend le substantif « homme ».
En fait, les termes connotation et dénotation ont d'abord été utilisés en logique (par Stuart Mill par exemple) comme synonymes de compréhension et extension au sens mathématique du terme (c'est-à-dire pour désigner les propriétés communes aux éléments d'un ensemble d'une part et la liste de tous ces éléments de l'autre).
C'est Louis Hjelmslev qui va infléchir le sens de ces deux termes en les employant, l'un comme synonyme de signification (dénotation) et l'autre pour désigner ce qui se passe quand un langage reçoit une signification seconde (connotation). Ainsi, pour reprendre un exemple de Gérard Genette, le terme « bignole » peut être utilisé pour désigner une concierge (on dit qu'il la dénote), mais l'usage de ce terme particulier plutôt que « concierge » signifie également quelque chose : que le locuteur use du langage familier (on dit qu'il connote ce langage).
Ainsi comprise, la notion de connotation ne s'applique strictement parlant qu'aux phénomènes de niveaux de langue ou de régionalismes. C'est à Roland Barthes (dans S/Z) que revient le soin d'élargir la notion jusqu'à son sens actuel, en faisant de la connotation une sorte de sens affectif, une valeur communément ajoutée à un mot par les locuteurs. Pour lui cependant, la connotation n'existait que si elle était exploitée par le texte, une condition dont les auteurs suivants se sont affranchis. Ainsi, on dira couramment que « blanc » connote la pureté, la virginité, même si l'auteur n'exploite pas cette symbolique.

## Fonctionnement de la connotation en analyse sémique
En sémantique, on appelle sèmes les divers éléments qui composent le sens d'un mot. On distingue parfois les sèmes dénotatifs des sèmes connotatifs. Les sèmes dénotatifs renvoient alors aux éléments de définition partagés par tous les locuteurs alors que les sèmes connotatifs pourront être différents pour un même mot suivant le contexte et l'identité du locuteur. Ainsi gueule appliqué à un humain a le sème dénotatif « orifice » et le sème connotatif « populaire ».

## Causes possibles du processus connotatif
Le phénomène de connotation ne vient pas nécessairement du signe lui-même. Il peut naître de la manière dont ce signe est utilisé. On peut ainsi distinguer plusieurs facteurs à l'origine d'une connotation : 
- le jeu sur les sons : la connotation peut naître de la manière de prononcer (accents, etc.) ou de phénomènes sonores comme la rime ou la paronomase ;
- phénomènes prosodiques : rythme, intonation, débit, etc. Ils permettent de mettre en valeur certains mots, d'en souligner tel ou tel aspect ;
- la construction syntaxique : telle ou telle structure de phrase peut ainsi évoquer un niveau de langue ou même un contexte culturel particulier ;
- les connotations intrinsèques au signifiant lui-même : certains mots portent en eux une valeur axiologique intrinsèque : ils indiquent obligatoirement le point de vue du locuteur. C'est le cas pour les mots péjoratifs et mélioratifs, par exemple. Les connotations de stupide, par exemple, ne peuvent être que négatives mais elles renvoient à la même notion qu'inintelligent, qui se montre plus neutre ;
- les associations d'idées : pour des raisons culturelles ou simplement psychologiques, un signe peut se charger pour certaines personnes de connotations qu'il n'aura pas pour d'autres.

## Types d'information que peuvent ajouter les connotations
Les sèmes connotatifs ajoutent au sens dénotatif des informations de nature diverse : 
- ils permettent d'identifier dans quelle sous-langue on se situe : informations concernant la région du locuteur, le niveau de langue qu'il adopte, l'époque à laquelle il écrit, etc.
- ils permettent d'identifier dans quel contexte idéologique on se situe : identification des présupposés d'un discours, vocabulaire marqué par une idéologie particulière, etc.

## «Connotation»: un exemple d’analyse sémique
(Cette section est destinée à clarifier la notion de connotation, en vue d'une refonte ultérieure de l'article).
À partir d’une analyse componentielle d’un article de Jean Molino sur la connotation, paru dans la Revue Linguistique (PUF, 1971, fascicule I, pp 5-30), Roger Mucchielli dégage nettement quatre conceptions distinctes du terme (à rapprocher de l'histoire du terme, voir plus haut) :
1. La conception « logico-linguistique »[7], ou « compréhension » (l’ensemble de ce qu’on peut dire en vérité de la réalité désignée par un mot, soit par perception directe, soit par le savoir) - c'est la première conception, historiquement parlant ;
2. La conception « psychologique », ou « association d’impressions personnelles » (l’ensemble des impressions, jugements affectifs, etc. associés subjectivement par un individu singulier au sens intellectuel d’un mot) - c'est la conception dominante aujourd'hui, à la suite de Roland Barthes ;
3. La conception « situationnelle-linguistique », ou « signification subculturelle et situationnelle » (le sens particulier d’un mot lorsqu’il est employé par un sous-groupe dans certaines circonstances). Cet usage signale l’appartenance du locuteur à ce sous-groupe - c'était ainsi que la voyait Louis Hjelmslev ;
4. La conception « sociopolitique », ou « valeurs sociopolitiques de référence » (le second sens caché d’un mot utilisant le sens intellectuel premier pour faire passer une idéologie, des intérêts historiques de classe, des valeurs politiques ou des mythes du groupe auquel appartient le locuteur).